# 1605
Năm 1605 (số La Mã: MDCV) là một năm thường bắt đầu vào thứ bảy trong lịch Gregory (hoặc một năm thường bắt đầu vào thứ ba của lịch Julius chậm hơn 10 ngày).

## Sinh
- 8 tháng 4 - Vua Philip IV của Tây Ban Nha (mất 1665)
- 18 tháng 4 - Giacomo Carissimi, nhà soạn nhạc người Ý (mất 1674)
- 7 tháng 5 - Thượng phụ Nikon, đứng đầu Giáo hội Chính thống giáo Nga 1652-1666 (mất 1681)
- Tháng Sáu - Thomas Randolph, nhà thơ người Anh và kịch (mất 1635)
- 29 tháng 7 - Simon Dach, nhà thơ trữ tình Phổ, nhà văn của bài thánh ca (mất 1659)
- Tháng tám - Bulstrode Whitelocke, luật sư tiếng Anh và nghị sĩ (mất 1675)
- 8 tháng 8 - Cæcilius Calvert, Nam tước Baltimore 2, thuộc địa Thống đốc Maryland (mất 1675)
- 18 tháng 8 - Henry Hammond, người Anh (mất 1660)
- 12 tháng 9 - William Dugdale, nhà khảo cổ học Anh (mất 1686)
- 28 tháng 9 - Ismael Bullialdus, nhà thiên văn học Pháp (mất 1694)
- 19 tháng 10 - Sir Thomas Browne, bác sĩ Anh (mất 1682)
- 22 tháng 10 - Frédéric Maurice de La Tour d'Auvergne, duc de Bouillon, hoàng tử của công quốc độc lập của Sedan (mất 1652)
- 4 tháng 11 - William Habington, nhà thơ người Anh (mất 1654)
- 12 tháng 12 - Hans von Königsmarck Christoff, người lính Thụy Điển-Đức (mất 1663)
- 23 tháng 12 - Minh Hy Tông, Hoàng đế Trung Hoa triều Minh (mất 1627)
- Không rõ ngày:
  - William Berkeley, thống đốc Virginia (mất 1677)
  - John Gauden, Giám mục, nhà văn người Anh (mất 1662)
  - Nectarius của Jerusalem, Chính thống giáo trưởng của Jerusalem (mất 1680)
  - Dominik Aleksander Kazanowski, nhà quý tộc Ba Lan (mất 1648)
  - Thomas Nabbes, người Anh (dc 1645)
  - Afanasy Ordin-Nashchokin, người Nga (mất 1680)
  - Brynjólfur Sveinsson, học giả (mất 1675)
  - Jean-Baptiste Tavernier, người Pháp, người tiên phong trong thương mại với Ấn Độ (mất 1689)
  - Francis Willoughby, 5 Baron Willoughby của Parham (mất 1666)
  - Alexandra Mavrokordatou
- Có thể xảy ra:
  - Adriaen Brouwer, Flemish họa sĩ (mất 1638)
  - William Goffe, tiếng Anh nghị sĩ (mất 1679)